# Las Choapas (kommun)
Las Choapas är en kommun i Mexiko.   Den ligger i delstaten Veracruz, i den sydöstra delen av landet, 600 km öster om huvudstaden Mexico City.
Följande samhällen finns i Las Choapas:
- Las Choapas
- Felipe Ángeles
- Licenciado Luis Echeverría Álvarez
- Nueva Tabasqueña
- Amatán
- Rafael Murillo Vidal
- Alto Uxpanapa
- Los Framboyanes
- Los Constituyentes II
- Nuevo Ixtacomitán
- Samaria
- Ceiba Blanca
- Licenciado Trinidad García de la Cadena
- San Miguel de Allende
- Los Constituyentes Uno
- Francisco I. Madero
- Tecuanapa
- Arroyo Grande
- Río Playas
- Francisco Villa
- El Mulato
- Malpaso
- Plutarco Elías Calles
- Plan de Iguala
- Nueva Esperanza
- Nuevo Progreso
- El Remolino
- Cuauhtémoc Pedregal
- Vicente Guerrero
- Niños Héroes
- Calipan de López
- Cerro del Horcón
- Tecozautla
- Nuevo Castrejón
- Poblado las Palmas
- San Pedro Isla
- Yucateco el Pedregal
- San Lorenzo
- El Satélite
- Revolución
- Pueblo Viejo
- Emiliano Zapata Misantla
- Coronel Adalberto Tejeda
- San Juan de Ulúa
- El Amate
- El Arroyo de Enmedio
- Rivera del Carmen
- Úrsulo Galván
- Emiliano Zapata
- Tierra Morada
- Los Aztecas
- Marcelino García Barragán
- Arroyo Marín
- Once de Febrero
- El Esfuerzo
- Llano Verde
- Guadalupe Victoria
- Guadalupe Victoria
- El Pajaral
- El Ideal
- Nuevo Progreso
- Hueyapan
- Alfonso Medina
- Las Lomas
- San Antonio
- Lázaro Cárdenas
- Las Piedras
- Barrosa
- El Progreso
- Lindavista
- Francisco I. Madero
- Cuatro Hermanos
- Agua Dulcita
- Miguel Hidalgo y Costilla